# تصحیح فصلی‌بودن

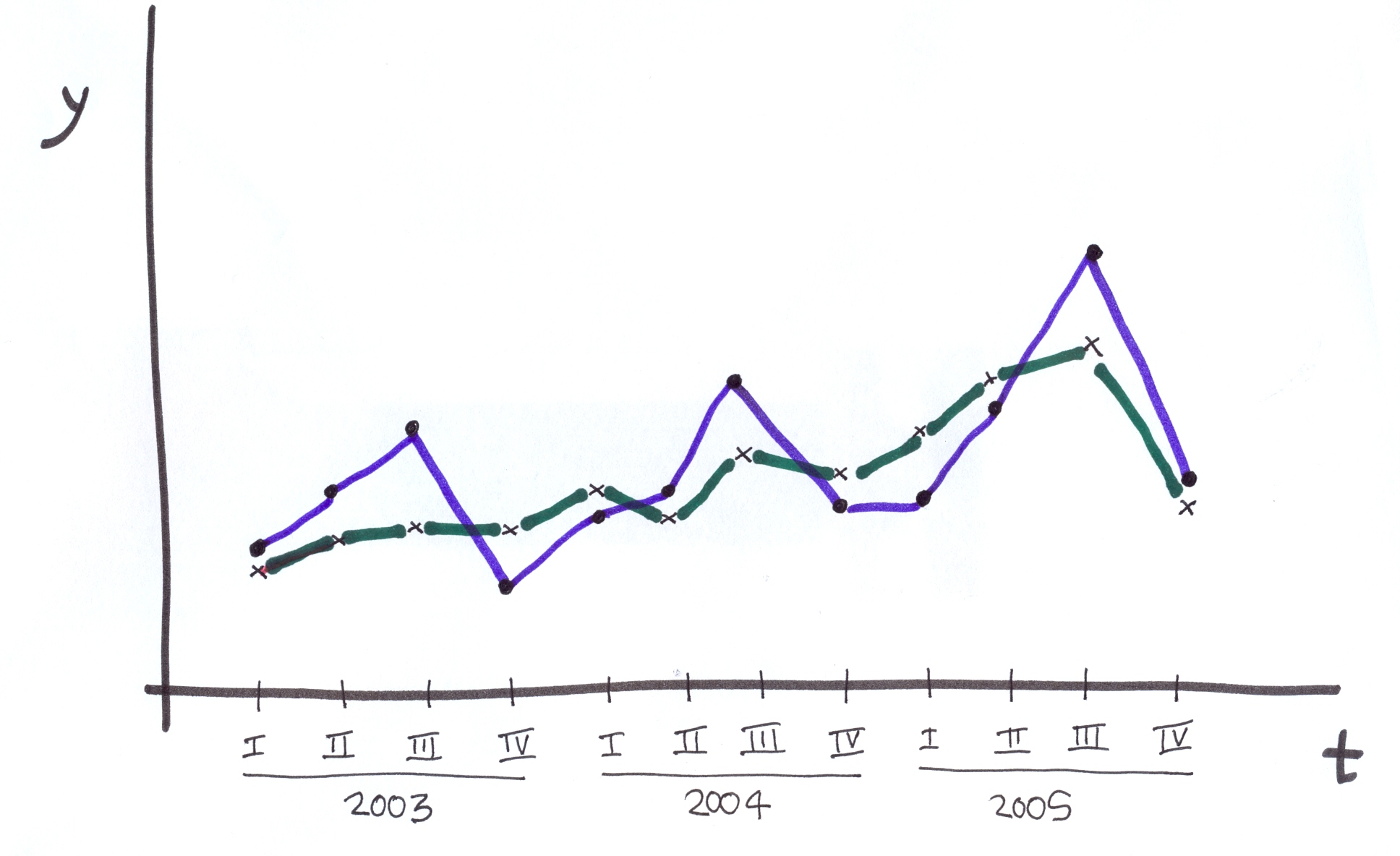
نمودار تصحیح فصلی‌بودن

تصحیح فصلی بودن یک روش آماری برای حذف جزء فصلی یک سری زمانی است که برای تحلیل روندهای غیرفصلی به کار می‌رود. طبیعی است که دادهٔ تصحیح فصلی شده را برای نرخ‌های بی‌کاری گزارش کرد تا روندهای اساسی در بازارهای کار آشکار شوند. اکثر وقایع اقتصادی چرخه‌های فصلی دارند، مثل تولیدات کشاورزی و مصارف مصرف کنندگان به عنوان مثال مصرف بیشتر در روزهای نزدیک به کریسمس. ضروری است که برای این جزء به جهت درک آن روندهای اساسی که در اقتصاد هستند، تصحیح صورت بگیرد وآمارهای رسمی متعددی، غالباً برای حذف اجزای فصلی مورد تصحیح قرار می‌گیرند.

## اجزای سری زمانی
تحقیقات روی اکثر سری‌های زمانی اقتصادی به علت نوسانات فصلی مشکل ساز می‌گردند. سری‌های زمانی شامل چهار بخش هستند:
- St: بخش فصلی
- Tt: بخش روند
- Ct: بخش چرخه‌ای
- It: خطا یا بخش نامنظم

## تصحیح فصلی
برخلاف اجزای چرخه‌ای و روند، اجزای فصلی، به‌طور نظری، با اهمیت یکسانی در زمان یکسانی از هرسال رخ می‌دهند. اجزای فصلی یک سری برخی اوقات جالب نبوده و این گونه به نظر می‌رسند که مانع تفسیر یک سری باشند. حذف اجزای فصلی تمرکز روی دیگر اجزا را بهتر می‌کند.
گروه‌های مختلف تحقیق آماری روش‌های مختلفی برای تصحیح فصلی بودن به دست آورده‌اند، برای مثال  ایکس-۱۲-آرمیا حاصل شده توسط اداره آمار آمریکا است؛ ترامو/سیتز نیز توسط بانک اسپانیا؛ و استمپ نیز توسط یک گروه به رهبری اس. جی. کوپمن حاصل شده‌است. هر گروه نرم‌افزاری برای دربرگیری روش خود طراحی می‌کند. برخی نسخه‌ها نیز به عنوان بخش‌هایی از محصولات بزرگتر ارائه می‌شوند، و برخی نیز برای استفاده‌های تجاری در دسترس هستند. برای مثال، زبان ساس ایکس-۱۲-آرمیا را ارائه می‌کند، در حالیکه اوکسمتریکس متضمن STAMP است. حرکت اخیری توسط سازمان‌های مردمی برای هماهنگ نمودن عملیات تصحیح فصلی بودن منجر به توسعهٔ دمترا+ توسط مرکز آمار اروپا و بانک ملی بلژیک شد که هم‌اکنون شامل X-12-ARMIA و TREMO/SEATS می‌باشد.

## مثال
یک مثال معروف نرخ بیکاری است که توسط یک سری زمانی تعریف می‌شود. این نرخ به‌طور خاص به تأثیرات فصلی وابسته است که این علت نیاز به حذف اجزای فصلی از نرخ بیکاری را توجیه می‌کند. وقتی که تأثیر فصلی از این سری زمانی حذف گردد، اطلاعات نرخ بیکاری را می‌توان طی ماه‌های مختلف به‌طور معناداری مقایسه کرد. تصحیح فصلی بودن در آمار رسمی توسط نرم‌افزار آماری مثل دمترا+ انجام می‌پذیرد.
وقتی تصحیح فصلی بودن با داده‌های ماهانه انجام نپذیرد، تغییرات سال به سال باهدف اجتناب از آلودگی فصلی بودن مورد استفاده قرار می‌گیرند.